# Spiering
De spiering (Osmerus eperlanus) is een visje dat behoort tot de familie van de spieringen (Osmeridae). De spiering wordt ook wel "komkommervisje" genoemd.

## Algemeen
Dit visje komt voor in zowel zoet als zout water en is een echte scholenvis. Hij houdt van grote open wateren zoals het IJsselmeer, maar komt ook in de Amsterdamse grachten voor. Een zoutwaterspiering wordt tot 30 cm lang en 8 jaar oud terwijl de zoetwaterspiering meestal niet ouder dan 3 jaar wordt en niet langer dan 14 cm.
De spiering is de typesoort voor de familie "Osmeridae". Het geslacht Osmerus heeft twee soorten.

## Ecologische betekenis
Voor de voortplanting trekt de spiering in scholen de rivieren op. De spiering is bezig met een terugkeer; door de overbevissing op baars en snoekbaars is er volop ruimte voor de spiering. Omdat de spiering vergelijkbare omstandigheden nodig heeft als andere anadrome soorten, is hij een goede indicatorsoort of de omstandigheden geschikt zijn voor soorten als de zalm, fint en zeeforel.
In de Schelde wordt spiering na het jaar 2000 opnieuw talrijk aangetroffen. Sedert 2008 is de populatie in de Zeeschelde ook toegenomen dankzij een verbeterde waterkwaliteit. De zoutwaterspiering komt vooral voor in de Waddenzee en in het Eems-Dollard estuarium. In Engeland kwam de spiering terug nadat het zuurstofgehalte van het water verbeterde.

### Situatie in het IJsselmeer
Spiering is met paling, baars en snoekbaars een vis waarop door beroepsvissers wordt gevist in het IJsselmeer. Er wordt vooral gevist in de paaitijd. Voor roofvissen en vogels wordt hierdoor veel van de beschikbare vis weggevangen. Dode spiering wordt ook als aas gebruikt door sportvissers bij het vissen op snoekbaars.
De stand van de spiering gaat sinds het begin van de jaren negentig in het IJsselmeer sterk achteruit. In sommige jaren, zoals in 2007 en 2008, was er daarom een vangstverbod. In 2009 mocht er wel op volwassen spiering worden gevist. In dat jaar was er wellicht onvoldoende volwassen spiering in het IJsselmeer om de visdieven, die broeden op het kunstmatige eiland De Kreupel, van voldoende voedsel te voorzien. De Vogelbescherming pleit ervoor om te onderzoeken of er een verband bestaat tussen het slechte broedsucces van de visdief en de spieringvisserij.

## Culinair
Met name in Frankrijk en Spanje geldt de spiering als een delicatesse. Ze wordt dan veelal gefrituurd en met kop en al gegeten. 
In België wordt vlees van de varkensnek ook wel aangeduid met spiering.

## Spreekwoorden
- Spiering is vis als er anders niets is
- Een spierinkje uitgooien om een kabeljauw te vangen

## Voetnoten
1. ↑  (en) Spiering op de IUCN Red List of Threatened Species.
2. ↑  Visdief brengt nauwelijks jongen groot, Vogelbescherming